# Тортия (Испания)
Тортия от картофи (на испански: tortilla de patatas) или испанска тортия (tortilla española) е вид омлет с картофи, към който могат да се добавят и други продукти като лук и чоризо (да не се бърка с мексиканска тортиля). Това е едно от най-класическите испански ястия, което може да се открие във всеки бар или ресторант в Испания. Специално внимание на тортията обръщат дори известни испански готвачи като Феран Адриа.
Колкото различни готвачи има по света, толкова различни рецепти за приготвяне на тортия съществуват. Според някои от тях картофите трябва да се запържат до полуготовност (да омекнат), а не изцяло. Пърженето става в слънчогледово олио или в зехтин, в зависимост от това до каква степен да се усеща вкусът му. Картофите се отцеждат добре от мазнината и след това се добавят към разбитите яйца. Престояват в тях известно време (не по-малко от 10 минути, най-добре половин час), за да поемат от яйцата и да добият съответната консистенция. Често при обръщането на омлета се използва специална чиния (vuelve tortillas) с цел по-лесно и едновременно обръщане, а и равномерно приготвяне.
Тортията може да бъде по-стегната или по-рохка, по-дебела или по-тънка, да се сервира веднага след приготвяне или изстинала. Може да се консумира като самостоятелно ястие, в сандвич, като тапас и пинчос или както в Аржентина и Уругвай, на кубчета, в малки количества като част от плато с мезета (т.нар. picada). В основната рецепта могат да се добавят съставки като лук, чушки, чоризо, гъби или соев сос. Картофите също могат да бъдат нарязани на различни по големина и форма парчета, на шайби или на кубчета. В Мадрид се сервират така наречените тортияс бравас (tortillas bravas), в които има пикантен сос подобен на този, който се използва в patatas bravas (пикантни картофи), като омлетите са по-малки и често се поднасят с майонеза. Могат да се сервират с различни сосове, къри или дресинг. За да стане омлетът по-пухкав, към разбитите яйца се добавя малко прясно мляко преди да се прибавят картофите.
Друга разновидност на класическата испанска тортия е така наречената тортия паисана (tortilla paisana), която освен картофи и яйце съдържа чоризо, червена чушка и грах. Tortilla rellena представлява по-дебел омлет или два по-тънки, слепени един върху друг. Между двете части, подобно на сандвич, се поставя пълнеж от зеленчуци, руска салата, хамон, кашкавал, бекон или сурими. Друг начин е приготвянето на тортия без яйце, или така наречената веган тортия (tortilla vegana), която се приготвя със смес от брашно и вода вместо яйца. Този начин на приготвяне се е практикувал в Испания по време на оскъдиците през Гражданската война през 1936 г., а сега е част от веганската кухня. По време на Гражданската война в Испания, популярна е била и фалшивата картофена тортия, направена от обелки от портокали. Освен в Испания ястия от картофи с яйце се срещат и в Северна Европа. Подобни са щвейцарските рьощи, но в тях няма яйца. Въпреки името си картофената тортия от Чилое (Чили) също не е като испанската, а представлява хляб, направен от варени картофи и пшенично брашно.